# 梅林乡
梅林乡，是中华人民共和国广西壮族自治区柳州市三江侗族自治县下辖的一个乡镇级行政单位。

## 行政区划
梅林乡下辖以下地区：
石碑村、车寨村、梅林村和新民村。